# Melih Cevdet Anday
Melih Cevdet Anday, né le 13 mars 1915, et mort le 28 novembre 2002, est un poète et écrivain turc qui a été l'un des poètes de premier plan du mouvement Garip tout comme Orhan Veli et Oktay Rifat.

## Biographie
Melih Cevdet Anday est né en 1915 à Constantinople. Il est diplômé de Ankara Gazi High School et a commencé à travailler en tant que consultant pour le ministère de l'Éducation nationale. Il a également travaillé en tant que journaliste et a écrit plusieurs articles pour les journaux Akşam et Cumhuriyet. Après 1954, il a travaillé comme enseignant pour le Istanbul Council Conservatory.

## Œuvre
Poésies
- Garip (avec Orhan Veli et Oktay Rifat, 1941)
- Rahatı Kaçan Ağaç (1946)
- Telgrafhane (1952)
- Yanyana (1956)
- Kolları bağlı Odysseus (1963)
- Göçebe Denizin Üstünde (1970)
- Teknenin Ölümü (1975)
- Sözcükler (1978)
- Ölümsüzlük Ardında Gılgamış (1981)
- Güneşte (1989)
- Yağmurun Altında (1995)

Romans
- Aylaklar (1965)
- Gizli Emir (1970)
- İsa'nın Güncesi (1974)
- Raziye (1975)

Plays
- İçerdekiler (1965)
- Mikado'nun Çöpleri (1967)
- Dört Oyun (1972)
- Ölümsüzler (1984)

Essais
- Doğu-Batı (1961)
- Konuşarak (1964)
- Gelişen Komedya (1965)
- Yeni Tanrılar (1974)
- Sosyalist Bir Dünya (1975)
- Dilimiz Üstüne Konuşmalar (1975)
- Maddecilik ve Ülkücülük (1977)
- Yasak (1978)
- Paris Yazıları (1982)

Autres
- Sovyet Rusya, Azerbaycan, Özbekistan, Bulgaristan, Macaristan (1965)